# تورستن هوفمان
تورستن هوفمان (بالألمانية: Thorsten Hoffmann)‏ هو سياسي ألماني، ولد في 5 فبراير 1961 في كاستروب راوكسل في ألمانيا. حزبياً، نشط في الاتحاد الديمقراطي المسيحي (1999 – ). وقد انتخب عضو في البوندستاغ الألماني خلال فترته النيابية ‏ (2015 – 24 أكتوبر 2017).

## وصلات خارجية
- الموقع الرسمي